# Wahlkreis Pankow 1
Der Wahlkreis Pankow 1 ist ein Abgeordnetenhauswahlkreis in Berlin. Er gehört zum Wahlkreisverband Pankow und umfasst die Gebiete Buch und Karow sowie den östlichen Teil des Ortsteils Französisch Buchholz.

## Abgeordnetenhauswahl 2023
Bei der Wahl zum Abgeordnetenhaus von Berlin 2023 traten folgende Kandidaten an:
| Name                              | Partei           | Anteil der Erststimmen | Anteil der Zweitstimmen |
| --------------------------------- | ---------------- | ---------------------- | ----------------------- |
| Johannes Kraft                    | CDU              | 41,6 %                 | 33,6 %                  |
| Christian Buchholz                | AfD              | 15,8 %                 | 17,0 %                  |
| Willi Francke                     | SPD              | 14,3 %                 | 16,2 %                  |
| Elke Breitenbach                  | Die Linke        | 10,1 %                 | 11,0 %                  |
| Christoph Göring                  | Grüne            | 09,2 %                 | 09,4 %                  |
| Tanja Bempreiksz                  | Tierschutzpartei | 02,9 %                 | 02,8 %                  |
| Silke Reinert                     | FDP              | 02,5 %                 | 03,4 %                  |
| Sabine Kiele                      | Die PARTEI       | 01,3 %                 | 01,1 %                  |
| Nicole Lindner                    | Mieterpartei     | 00,9 %                 | 00,4 %                  |
| Conny Bruhn                       | dieBasis         | 00,9 %                 | 00,8 %                  |
| Olaf Eichler                      | Freie Wähler     | 00,5 %                 | 00,3 %                  |
| –                                 | Sonstige         | –                      | 04,0 %                  |
| Wahlberechtigte: 34.427 Einwohner |                  |                        |                         |
| Wahlbeteiligung: 63,9 %           |                  |                        |                         |

## Abgeordnetenhauswahl 2021
Bei der im Nachhinein für ungültig erklärten Wahl zum Abgeordnetenhaus von Berlin 2021 traten folgende Kandidaten an:
| Name                              | Partei           | Anteil der Erststimmen | Anteil der Zweitstimmen |
| --------------------------------- | ---------------- | ---------------------- | ----------------------- |
| Johannes Kraft                    | CDU              | 25,4 %                 | 19,7 %                  |
| Willi Francke                     | SPD              | 21,0 %                 | 21,7 %                  |
| Christian Buchholz                | AfD              | 13,7 %                 | 14,0 %                  |
| Elke Breitenbach                  | Die Linke        | 13,2 %                 | 13,7 %                  |
| Christoph Göring                  | Grüne            | 10,5 %                 | 10,3 %                  |
| Silke Reinert                     | FDP              | 05,9 %                 | 07,0 %                  |
| Tanja Bempreiksz                  | Tierschutzpartei | 03,8 %                 | 02,8 %                  |
| Conny Bruhn                       | dieBasis         | 01,9 %                 | 01,6 %                  |
| Sabine Kiele                      | Die PARTEI       | 01,8 %                 | 01,5 %                  |
| Olaf Eichler                      | Freie Wähler     | 01,8 %                 | 01,3 %                  |
| Nicole Lindner                    | Mieterpartei     | 00,9 %                 | 00,4 %                  |
| –                                 | Die Grauen       | –                      | 01,7 %                  |
| –                                 | Sonstige         | –                      | 04,3 %                  |
| Wahlberechtigte: 34.618 Einwohner |                  |                        |                         |
| Wahlbeteiligung: 73,7 %           |                  |                        |                         |

## Abgeordnetenhauswahl 2016
Bei der Wahl zum Abgeordnetenhaus von Berlin 2016 traten folgende Kandidaten an:
| Name                              | Partei           | Anteil der Erststimmen | Anteil der Zweitstimmen |
| --------------------------------- | ---------------- | ---------------------- | ----------------------- |
| Christian Buchholz                | AfD              | 22,4 %                 | 22,3 %                  |
| Rainer-Michael Lehmann            | SPD              | 21,2 %                 | 19,6 %                  |
| Johannes Kraft                    | CDU              | 20,0 %                 | 16,4 %                  |
| Elke Breitenbach                  | Die Linke        | 19,2 %                 | 18,8 %                  |
| Oliver Jüttling                   | Grüne            | 07,1 %                 | 07,5 %                  |
| Sabine Landscheidt                | FDP              | 03,8 %                 | 04,4 %                  |
| ?                                 | Die PARTEI       | 01,9 %                 | 01,3 %                  |
| ?                                 | NPD              | 01,6 %                 | 01,7 %                  |
| Thomas Gordon                     | Piraten          | 01,6 %                 | 01,3 %                  |
| ?                                 | pro Deutschland  | 01,2 %                 | 01,0 %                  |
| –                                 | Tierschutzpartei | 0–                     | 02,4 %                  |
| –                                 | Graue Panther    | 0–                     | 01,3 %                  |
| –                                 | Sonstige         | 0–                     | 02,0 %                  |
| Wahlberechtigte: 35.104 Einwohner |                  |                        |                         |
| Wahlbeteiligung: 66,9 %           |                  |                        |                         |

## Abgeordnetenhauswahl 2011
Bei der Wahl zum Abgeordnetenhaus von Berlin 2011 traten folgende Kandidaten an:
| Name                              | Partei           | Anteil der Erststimmen | Anteil der Zweitstimmen |
| --------------------------------- | ---------------- | ---------------------- | ----------------------- |
| Rainer-Michael Lehmann            | SPD              | 31,4 %                 | 30,8 %                  |
| Johannes Kraft                    | CDU              | 23,8 %                 | 20,2 %                  |
| Elke Breitenbach                  | Die Linke        | 21,6 %                 | 20,7 %                  |
| Achim Bartsch                     | Piraten          | 09,3 %                 | 08,1 %                  |
| Peter Brenn                       | Grüne            | 08,7 %                 | 08,3 %                  |
| Martin Loesch                     | pro Deutschland  | 03,2 %                 | 01,5 %                  |
| Natalie Schlenzka                 | Unabhängige      | 02,0 %                 | 0–                      |
| –                                 | NPD              | 0–                     | 03,2 %                  |
| –                                 | Tierschutzpartei | –                      | 01,8 %                  |
| –                                 | Die Freiheit     | –                      | 01,6 %                  |
| –                                 | FDP              | –                      | 01,4 %                  |
| –                                 | Sonstige         | –                      | 02,4 %                  |
| Wahlberechtigte: 33.607 Einwohner |                  |                        |                         |
| Wahlbeteiligung: 55,9 %           |                  |                        |                         |

## Abgeordnetenhauswahl 2006
Bei der Wahl zum Abgeordnetenhaus von Berlin 2006 traten folgende Kandidaten an:
| Name                              | Partei    | Anteil der Erststimmen |
| --------------------------------- | --------- | ---------------------- |
| Ralf Hillenberg                   | SPD       | 34,0 %                 |
| Marian Krüger                     | Die Linke | 26,3 %                 |
| Peter Luther                      | CDU       | 19,5 %                 |
| Lothar Schwarz                    | WASG      | 07,3 %                 |
| Peter Brenn                       | Grüne     | 06,6 %                 |
| Janko Raboldt                     | FDP       | 06,2 %                 |
| Wahlberechtigte: 31.544 Einwohner |           |                        |
| Wahlbeteiligung: 54,5 %           |           |                        |

## Bisherige Abgeordnete
Da der Wahlkreis erst seit 2006 in der heutigen Form besteht, ist die Angabe bisheriger Abgeordneter erst seit diesem Zeitpunkt möglich. 
| Jahr | Name                   | Partei | Anteil der Erststimmen |
| ---- | ---------------------- | ------ | ---------------------- |
| 2023 | Johannes Kraft         | CDU    | 41,6 %                 |
| 2021 | Johannes Kraft         | CDU    | 25,4 %                 |
| 2016 | Christian Buchholz     | AfD    | 22,4 %                 |
| 2011 | Rainer-Michael Lehmann | SPD    | 31,4 %                 |
| 2006 | Ralf Hillenberg        | SPD    | 34,0 %                 |